# Jim McGregor
Jim McGregor (Portland, 30 dicembre 1921 – Bellevue, 1º agosto 2013) è stato un allenatore di pallacanestro statunitense.
Era soprannominato il gitano rosso per la sua indole da girovago e per il colore dei capelli.

## Caratteristiche tecniche
È stato definito «il profeta del pressing, del gioco libero, dello spettacolo».

## Carriera
Ha guidato le squadre nazionali di Italia, Grecia, Turchia, Svezia, Austria, Perù (maschile e femminile), Marocco, Rep. Centrafricana e Colombia.

### In Italia
In Italia, ha allenato a Gorizia, Pesaro, Pordenone e Perugia.
Con l'Italia, ha disputato gli Europei del 1955, i Giochi del Mediterraneo del 1955, nei quali ha conquistato l'argento, ma non riuscì a qualificarsi per le Olimpiadi di Melbourne 1956. Fu sostituito il 1º settembre 1957 da Nello Paratore.

## Palmarès

### Club
- Promozione dall'A2 all'A1: 1
Gorizia: 1979-80.

### Nazionale italiana
- Giochi del Mediterraneo

 Barcellona 1955